# أندري الباز
أندري الباز أو أندريه الباز -André Elbaz- (مواليد 26 أبريل 1934، الجديدة، المغرب) هو رسام ومخرج مغربي يهودي مشهور.
درس الباز الفن والمسرح في الرباط وباريس في الفترة من 1950 إلى 1961. بدأ الرسم فقط في سن ال 21، إلى أي عمر كان مهتما بشكل رئيسي في المسرح. بعد بضع سنوات، تمكن من الجمع بين شغفه في نهج جديد في العلاج الفني، واختراعه مع زوجته، وهو طبيب نفسي، و Pictodrame ، مما جعله يحظى بتقدير عالمي.
وقد أقيم معرضه الأول، الذي كان ناجحًا للغاية[بحاجة لمصدر]، في الدار البيضاء عام 1961 وحصل على تعيينه أستاذا في مدرسة الفنون الجميلة في الدار البيضاء. بعد سنوات، في عام 1976، عرض لوحاته في متحف تل أبيب.
بالتوازي مع مسيرته الفنية رساما، يُعرف الباز أيضًا بكونه مخرجًا. أنتج العديد من الأفلام القصيرة في فرنسا وكندا والولايات المتحدة. واحد منهم، "La nuit n'est jamais complète" (الليلة لم تكتمل أبدًا)، فاز بجائزة في «البينالي الخامس في باريس عام 1967». من بين المواضيع المختارة للعديد من الأفلام التي أنتجها، كان هناك قصة قصيرة عن انتفاضة غيتو في وارسو، بالإضافة إلى سلسلة من الرسومات بعنوان «سيولس» (Alone)، مع نصوص كتبها كل من إيلي فيزل ونعيم قطان. كان كل من الفيلم القصير والرسومات نتيجة لانبهاره بالموضوعات المتعلقة بالمحرقة. هذا الإلهام ألهمه أيضاً للأعمال الأخرى التي تم عرضها في معرض في ياد فاشيم في القدس عام 1985. تشتهر لوحاته بتفاخرها بالموضوعات اليهودية التقليدية وغالباً ما يقدمها بأسلوب تعبيري رئيسي.
عُقد في عام 1990 في مركز جورج بومبيدو في باريس، عرض استعادي عن إنجازاته وأعماله طوال حياته.

## دراساته
فنون الجرافيك والمسرح

## أعماله
2006 - رجوع للأعمال من 1986-2005 في المغرب. الرباط / الدار البيضاء (المعهد الفرنسي)، الجديدة (Salle Chaïbia)، فاس (Musée Batha)
2001 - تذكر للمستقبل Maison Française، Oxford - Galerie La Croix Baragnon، Toulouse
2000 - Cinq triptyques en guise de perspective - Mémorial du CDJC، Paris
1999 - Le Défit à la Barbarie، Musée Départemental، Epinal- Bibliothèque de l'A.I.U. باريس
1993 - Cegep Saint Laurent، Montréal
1992 - سالا دي كونجريسي، ميلانو؛ Casa della Cultura، Livorno - Carlton Centre، Ottawa؛ المكتبة العامة اليهودية، مونتريال
1990 - بينالي du Film d'Art ، مركز بومبيدو، باريس
1990 - معرض Seïbu ، طوكيو
1989 - نيشي-أزابو معرض أزاكلوث، طوكيو
1985 - Musée d'Art، Yad Vashem، Jérusalem
1984 - غاليري أوت دير لاند، ميونيخ
1976 - متحف تل أبيب
- La Rotonde، Aix-en-Provence؛ مركز ادموند فليج، مرسيليا
- Château de Herbeys ، غرونوبل
1975 - مركز راشي، باريس
1972 - معرض ألبرت وايت، تورنتو
1970 - تير ديه هومز، مونتريال
1969 - معرض وادينجتون، مونتريال
1965 - مركز الثقافة الفرنسية، الدار البيضاء
1964 - معرض زوممر، لندن
1962-63-1965 - متحف باب الروعة بالرباط
1960 - كلية باليول، أكسفورد

## جوائز
1998 - Prix Mémoire de la Shoah - Fondation du Judaïsme Français
1968 - La Nuit n'est jamais complète Lauréat du court métrage - Vème Biennale de Paris.

## صالونات
1973 - Jean Paulhan à travers ses peintres
1968 - Nuit Culturelle de Nancy avec Roél d'Haese، Pierre Schaeffer، René de Obaldia Esposito، Piem.
1961-1963-1965-1967 - Biennales de Paris، Musée d'Art Moderne
1955-1959 - صالون des Surindépendants - Salon de l'Ecole Française - Salon d'Hiver
Salon de la jeune Peinture - Musée d'Art Moderne - Paris
أفلام قصيرة ورسوم متحركة
1972 - Histoire d'œufs ، الرسوم المتحركة في مونتريال
1971 - Regard sur la Peinture Américaine، Whitney Museum، New York
1970 - L'homme à la Bouteille، Created at the NFB in Montreal at request of Norman McLaren - Les Mobiles chez Calder at MOMA New York
1969 - رسوم بيانية لـ «كاديش» ليونارد بيرنشتاين
1966 - La Nuit n'est Jamais Complète، Oratorio "A Survivor from Warsaw" Arnold Schöenberg، Service de la Recherche de l'ORTF - تمثل فرنسا في مهرجان du Court-Métrage في تورز
الأفلام
1971 - Seuls ، حافظة من 20 sérigraphies ، نصوص من إيلي فيزل ونعيم قطان.
1991 - De feu et d'exil، Portefolio of 20 serigraphies on the theme of the l'Inquisition، text of François-Marc Gagnon، Shmuel Trigano & Naïm Kattan

## روابط خارجية
الموقع الرسمي أندريه الباز ، الفنان: ملخص شامل لحياته وعمله